# Matthew Fontaine Maury

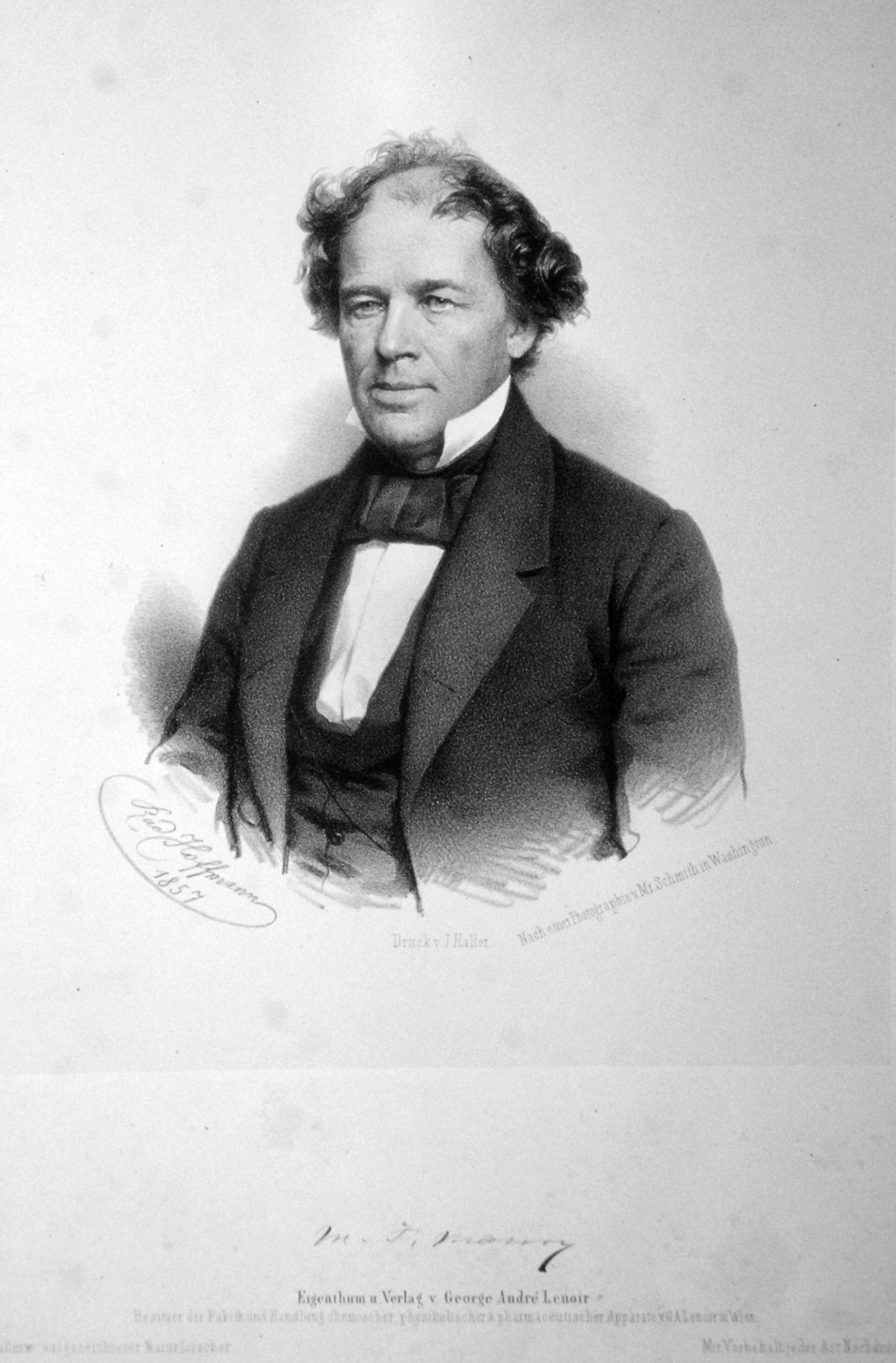
Matthew Fontaine Maury, Lithographie von Rudolf Hoffmann, 1857

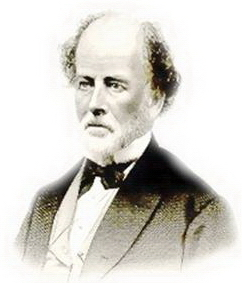
Matthew Fontaine Maury

Matthew Fontaine Maury (* 14. Januar 1806 in Spotsylvania, Virginia; † 1. Februar 1873 in Lexington) war ein US-amerikanischer Marineoffizier und Hydrograf.

## Leben
Als Teil seiner Ausbildung begleitete Maury Gilbert du Motier de La Fayette auf seiner Schiffsreise zurück nach Frankreich und nahm an der Weltumseglung der U.S.S. Vincennes von 1827–1830 teil. Nach der Ausbildung diente Maury von 1837 bis 1839 als Seeoffizier in der US-Marine. Ein Sturz von einer Reisekutsche, bei dem er sich die Hüfte brach und eine nie heilende Knieverletzung davontrug, beendete seinen aktiven Dienst. Doch er konnte bei der Marine bleiben und begann, Logbücher von Überseeschiffen zu sammeln und zu studieren. Im Jahr 1842 wurde Maury Direktor des Archivs der Seekarten und 1844 des Nautischen Observatoriums in Washington, D.C.
Als Matrose beobachtete er, dass die Kapitäne alle ihre Erkenntnisse über Wetterverhältnisse, gegenläufige Winde, Strömungen und andere Besonderheiten von Wetter und Seegang in ihre Logbücher eintrugen. Doch dort blieben sie anderen vorenthalten und gerieten in Vergessenheit. Im Observatorium fand er Unmengen alter Logbücher und Karten, in Kisten gelagert, die bis ins 18. Jahrhundert zurückreichten – zu den Anfängen der Marine. Maury studierte sie alle und sammelte daraus Angaben von Winden, Windstillen, Windstärken, Strömungen, Triften, Gegenströmungen aller Meere zu allen Jahreszeiten. Sein Traum und Ziel war es, alle diese separat gewonnenen Erkenntnisse allen Seekapitänen zur Verfügung zu stellen, um Reisen sicherer und schneller zu machen. Auch die Walwanderungen konnte er aus manchen Angaben herauslesen und trug sie in besondere Karten ein, da zu seiner Zeit die Walwanderungen weitgehend unbekannt waren, und Walfänger oft Monate und Jahre nutzlos auf den Meeren verbrachten, da sie vom Wanderverhalten und den jeweiligen Aufenthalten der Wale nichts wussten.
1845 veröffentlichte Maury erste Wind- und Strömungskarten (Wind and Current Chart of the North Atlantic, Sailing Directions and Physical Geography of the Seas and Its Meteorology). Anhand der Karten konnten die meisten Reisen drastisch verkürzt werden. Auf seinen Vorschlag hin wurde ab 1847 mit meteorologischen Beobachtungen auf Schiffen begonnen. Maury regte 1853 die Einberufung der 1. Internationalen Hydrografischen Konferenz an. Er veröffentlichte 1854 die erste Tiefenkarte des Nordatlantiks und 1855 The Physical Geography of the Sea, die als erste Beschreibung der physikalischen Ozeanographie gilt. Das Buch wurde in drei Sprachen übersetzt und war ein großer Erfolg. Zum ersten Mal wird in ihm die Rolle des Golfstroms bei der Klimabildung über der nördlichen Erdhalbkugel eingehend gewürdigt.
Im Amerikanischen Bürgerkrieg schloss sich Maury 1861 den amerikanischen Südstaaten (CSA) an und leitete deren Küstenverteidigung. Nach dem Bürgerkrieg wurde er 1868 zum Professor am Virginia-Militärinstitut in Lexington berufen.
Maury war ein Verfechter der im 19. Jahrhundert sehr populären, gegen Ende desselben jedoch eindeutig widerlegten Theorie vom eisfreien Nordpolarmeer.
1935 wurde der Mondkrater Maury nach ihm und der Astronomin Antonia Maury benannt.
1939 entstand ein biografischer Kurzfilm mit dem Titel Prophet Without Honor, der im folgenden Jahr für den Oscar als bester Kurzfilm nominiert wurde.

## Internationale Maritime Konferenz
Maury war schon früh davon überzeugt, dass angemessene wissenschaftliche Kenntnisse über das Meer nur durch internationale Zusammenarbeit gewonnen werden könnten. Er schlug den Vereinigten Staaten vor, die maritimen Nationen der Welt zu einer Konferenz einzuladen, um ein "universelles System" der Meteorologie zu schaffen, und er war der führende Kopf hinter der International Maritime Conference, die 1853 in Brüssel unter dem Vorsitz von Adolphe Quetelet tagte. Maury nahm als Vertreter der USA an der Konferenz teil. Als Ergebnis der Konferenz einigten sich zahlreiche Nationen darauf, bei der gemeinsamen Nutzung von Land- und Seewetterdaten nach einheitlichen Standards zusammenzuarbeiten. Kapitäne aus den teilnehmenden Ländern schickten nach der Konferenz ihre ozeanographischen Beobachtungen an das Naval Observatory, wo die Informationen ausgewertet und die Ergebnisse weltweit verbreitet wurden. Andere Reiche wie Preußen, Spanien, Sardinien, die Freie Stadt Hamburg, die Republik Bremen, Chile, Österreich und Brasilien und andere traten dem Unternehmen bald darauf bei. Der Papst führte Ehrenflaggen für die Schiffe des Kirchenstaates ein, die nur an die Schiffe vergeben werden durften, die auf der Konferenz verabschiedeten standardisierten Formulare ausfüllten und zu Maury ans National Observatory schickten. Maury schrieb später über die Konferenz: "Rarely before has there been such a sublime spectacle presented to the scientific world: all nations agreeing to unite and co-operate in carrying out one system of philosophical research with regard to the sea. Though they may be enemies in all else, here they are to be friends. Every ship that navigated the high seas, with these charts and blank abstract logs on board, may henceforth be regarded as a floating observatory, a temple of science."

## Ehrungen
- Im Dezember 1854 wurde er zum assoziierten Mitglied der Königlichen Akademie von Belgien gewählt.[3]
- Er erhielt 1855 für seine „Verdienste um Schifffahrt auf dem Nordatlantik“ die sechste Bremische Ehrenmedaille in Gold der Freien Hansestadt Bremen.
- 1855 Wahl zum korrespondierenden Mitglied der Russischen Akademie der Wissenschaften.[4]
- 1858 wurde er zum korrespondierenden Mitglied der Bayerischen Akademie der Wissenschaften gewählt.
- Ein Denkmal von Frederick William Sievers wurde 1929 in Richmond in Virginia (USA) aufgestellt.
- Die Maury Hall der Universität von Virginia trägt seinen Namen.
- Die Maury Hall eines Departments der amerikanischen Naval Academy in Annapolis, Maryland trägt seinen Namen.
- Mehrere Schiffe trugen seinen Namen, unter anderem als USS Maury und als USS Commodore Maury, sowie seit 2013 die USNS Maury (T-AGS-66).
- Der Lake Maury in Newport News, Virginia trägt seinen Namen.
- Eine Hochschule in Norfolk in Virginia wurde nach ihm benannt.
- Die Maury Elementary School, in Alexandria in Virginia trägt seinen Namen.
- Der Maury-Gletscher im Palmerland auf der Antarktischen Halbinsel ist nach ihm benannt.

## Werke (Auswahl)
- Art. V: On the Navigation of Cape Horn. In: Benjamin Silliman (Hg.): The American Journal of Science, Band 26, 1834, S. 54–63, (Digitalisat)
- Art. VI: Plan of instrument for finding the true lunar distance. In: Benjamin Silliman (Hg.): The American Journal of Science, Band 26, 1834, S. 63–65, (Digitalisat)
- Explanations and sailing directions to accompany the Wind and current charts. Approved by Commodore Lewis Warrington, chief of the Bureau of ordnance and hydrography; and pub. by authority of Hon. William A. Graham, secretary of the navy
  - C. Alexander, Washington 1851, (Digitalisat)
  - Fourth Edition, Approved by Commodore Charles Morris, C. Alexander, Washington 1852, (Digitalisat)
  - Sixth Edition, (enlarged and improved), Philadelphia 1854, (Digitalisat)
  - Seventh Edition, (enlarged and improved), Philadelphia 1855, (Digitalisat)
  - Eighth Edition, (enlarged and improved), Approved by Captain Ingraham, published ba Isaac Toucey, Philadelphia 1859
    - Vol. I. (Digitalisat)
    - Vol. II. (Digitalisat)
- Amazon, and the Atlantic Slopes of South America. 1853.
- The Physical Geography of the Sea. 2nd edition, London 1855, (Digitalisat)
- Die Physische Geographie des Meeres. Deutsch bearbeitet C. Boettger, Gustav Mayer, Leipzig 1856, (Digitalisat)
- The Physical Geography of the Sea and Its Meteorology. 1861.
- Maury’s New Elements of Geography for Primary and Intermediate Classes.